# Ernie C
Ernie Cunnigan (10 de junio de 1959 en Compton, California), más conocido como Ernie C, es un músico y productor estadounidense, guitarrista de la banda de heavy metal Body Count. También se desempeña como productor musical, trabajando con bandas reconocidas como Black Sabbath, Stone Temple Pilots y Rage Against the Machine. Inició el proyecto Masters of Metal en el año 2010.

## Discografía
- Body Count (1992)
- Born Dead (1994)
- Violent Demise: The Last Days (1997)
- Murder 4 Hire (2006)
- Manslaughter (2014)
- Bloodlust (2017)

## Videografía
- Murder 4 Hire (2004)
- Live in LA (2005)
- Smoke Out Festival Presents: Body Count (2005)